# Дренажная машина (железнодорожный транспорт)
Дрена́жные машины на железнодорожном транспорте — путевы́е машины для сооружения закрытых продольных или поперечных дренажей земляного полотна на участках, требующих осушения при строительстве, ремонте и текущем содержании железнодорожного пути.

## История появления
На железных дорогах СССР в конце 1950-х годов созданы дренажные машины для продольного дренажа, которые перемещались тяговой лебёдкой по специальному пути-копиру, параллельному железнодорожному пути. В конце 1970-х годов предложена конструкция дренажной машины на базе цепного траншейного экскаватора на гусеничном ходу, которая не нуждается в прокладке дополнительного пути.

## Конструкция и принцип работы
Различают дренажные машины поперечного и продольного дренажа.
Дренажная машина для продольного дренажа работает в выемках, на нулевых местах и станционных путях. Ковшовый рабочий орган образует траншею глубиной 2,3 и шириной 0,5 метра, в которую укладываются соединённые эластичными муфтами керамзито-бетонные трубофильтры, поступающие через трубоукладочное устройство. Открытый грунт подаётся конвейерами на засыпку уложенных трубофильтров. Продольный уклон (до 0,005°/00) и заданная глубина траншеи обеспечиваются следящей копирно-тросовой системой. Предварительнаяя планировка трассы производится бульдозером или автогрейдером. Производительность дренажной машины в грунтах первой группы до 80 м/ч, масса машины 12 тонн.
Дренажная машина для поперечных дренажей создана в 1950-х годах на базе железнодорожной платформы с рабочим органом скребкового типа (конструкции В.X. Балашенко). В 1970-е годы разработана дренажная машина имеющая горизонтальный шнековый буровой рабочий орган с приводом от двигателя внутреннего сгорания. Дренажная машина предназначена для работы на откосах насыпей или выемок при осушении балластных углублений (в том числе для выпуска свободной воды из лож, мешков и карманов земляного полотна), а также для бурения скважин при укладке коммуникационных линий под железнодорожным полотном или автомобильной дорогой. Машина надёжно закрепляется на откосе, что обеспечивает поддержание заданного уклона скважины, который контролируется съёмным прицельным устройством. Скважина заполняется трубофильтрами, дренирующим материалом (песок, гравий, мелкий щебень) или остаётся незаполненной (вентиляционная). Габариты и масса (550 кг) позволяют транспортировать машину на автомобиле. Диаметр буровых скважин 0,11 и 0,15 метра, длина до 30 метров; скорость подачи шнеков 6 мм/с; мощность двигателя 9 кВт.
В 1980-е годы создана дренажная машина на базе узкотраншейного экскаватора с навесным оборудованием, отрывающая траншеи шириной 0,27 метра, глубиной до 1,6 метра. С помощью оборудования дренажная машина укладывает на дно траншеи гибкие дрены из трубофильтров или пластмассовых гофрированных труб и засыпает траншею плугом. Рабочая скорость машины до 800 м/ч.

## В мире
В некоторых странах (Нидерланды, Франция, Германия, Великобритания, США) нашли применение дренажные машины на железнодорожном ходу, работающие при закрытом на ремонт пути.
Компания Georgetown Rail Equipment выпускает комплекс Slot Machine для рытья канав и траншей, в состав которого входят сочлененные полувагоны без торцовых стенок и передвигающийся по ним экскаватор. Низкие боковые стенки не препятствуют работе экскаватора. Эти комплексы эксплуатируются с 1992 года. на железных дорогах первого класса США, в Канаде и Мексике. Благодаря многофункциональности комплекс можно в течение одного рабочего дня использовать для выборки кюветов, а на другой день для подборки шпал или рельсов. Такая универсальность позволяет эффективно использовать возможности этого комплекса и сводить к минимуму простои.
Компания Knox Kershaw предлагает новую технологию улучшения дренажа на железных дорогах США. Эта технология применяется в Европе с 1979 года, в первую очередь в Германии. В машине DCM 600 используются два узла: роторный канавокопатель и разравнивающий плуг. Благодаря этому машина не только копает и очищает кюветы, но также формирует откосы на земляном полотне для отвода воды из балласта в кюветы. DCM 600 может работать на обе стороны пути и в обоих направлениях, по сравнению с другими машинами такого типа имеет наибольшую производительность и может стать наиболее эффективной и экономичной машиной для рытья кюветов и устройства дренажа.